# Liste der Nummer-eins-Hits in Japan (2000)
Die Liste der japanischen Nummer-eins-Hits enthält die Daten vom 1. Januar bis zum 31. Dezember 2000. Die letzte Woche im Jahr fällt mit der ersten Woche des neuen Jahres zusammen. Angegeben sind die Verkaufszahlen der jeweiligen Nummer eins in ihrer Woche. Alle Angaben basieren auf den offiziellen japanischen Charts von Oricon.

## Singles
| ← 1999 ← | Liste der Nummer-eins-Hits in Japan | Liste der Nummer-eins-Hits in Japan | Liste der Nummer-eins-Hits in Japan                     | 2001 →                    |
| \| Zeitraum \| Wo. ges. \| Interpret \| Titel Autor(en) \| Zusätzliche Informationen \| \| (Zeitraum, Wochen auf Platz eins, Interpret, Titel, Autor[en], zusätzliche Informationen) \| \| \| \| \| \| ----------------------------------------------------------------------------------------- \| -------- \| ------------------ \| ------------------------------------------------------- \| ------------------------- \| \| 27. Dezember 1999 – 2. Januar 2000 1 Woche \| 1 \| Masaharu Fukuyama \| HEAVEN/Squall \| – \| \| 3. Januar 2000 – 16. Januar 2000 2 Wochen \| 2 \| J-Friends \| Next 100 Years \| – \| \| 17. Januar 2000 – 23. Januar 2000 1 Woche \| 1 \| Glay \| HAPPINESS \| – \| \| 24. Januar 2000 – 30. Januar 2000 1 Woche \| 1 \| Mr. Children \| Kuchibue \| – \| \| 31. Januar 2000 – 6. Februar 2000 1 Woche \| 1 \| L’Arc-en-Ciel \| NEO UNIVERSE/finale \| – \| \| 7. Februar 2000 – 20. Februar 2000 2 Wochen (insgesamt 5) \| 5 \| Southern All Stars \| TSUNAMI \| – \| \| 21. Februar 2000 – 27. Februar 2000 1 Woche \| 1 \| B’z \| Kon'ya tsuki no mieru oka ni Koshi Inaba, Tak Matsumoto \| – \| \| 28. Februar 2000 – 19. März 2000 3 Wochen (insgesamt 5) \| 5 \| Southern All Stars \| TSUNAMI \| – \| \| 20. März 2000 – 26. März 2000 1 Woche \| 1 \| KinKi Kids \| Suki ni natte ku aishite ku/KinKi no yaruki manman Song \| – \| \| 27. März 2000 – 9. April 2000 2 Wochen \| 2 \| Mai Kuraki \| Stay by my side Giza Studio \| – \| \| 10. April 2000 – 16. April 2000 1 Woche \| 1 \| Luna Sea \| gravity \| – \| \| 17. April 2000 – 23. April 2000 1 Woche \| 1 \| Arashi \| SUNRISE Nippon/HORIZON \| – \| \| 24. April 2000 – 30. April 2000 1 Woche \| 1 \| Ami Suzuki \| THANK YOU 4 EVERY DAY EVERY BODY \| – \| \| 1. Mai 2000 – 7. Mai 2000 1 Woche \| 1 \| Hikaru Utada \| Wait & See \| – \| \| 8. Mai 2000 – 28. Mai 2000 3 Wochen \| 3 \| Masaharu Fukuyama \| Sakura zaka \| – \| \| 29. Mai 2000 – 4. Juni 2000 1 Woche \| 1 \| Morning Musume \| Happy Summer Wedding \| – \| \| 5. Juni 2000 – 11. Juni 2000 1 Woche \| 1 \| B’z \| May Koshi Inaba, Tak Matsumoto \| – \| \| 12. Juni 2000 – 18. Juni 2000 1 Woche \| 1 \| Yuzu \| Aa, seishun no hibi \| – \| \| 19. Juni 2000 – 2. Juli 2000 2 Wochen \| 2 \| Ayumi Hamasaki \| SEASONS Ayumi Hamasaki \| – \| \| 3. Juli 2000 – 9. Juli 2000 1 Woche \| 1 \| KinKi Kids \| Natsu no ōsama/Mō kimi igai aisenai \| – \| \| 10. Juli 2000 – 23. Juli 2000 2 Wochen \| 2 \| Hikaru Utada \| For You/Time Limit \| – \| \| 24. Juli 2000 – 30. Juli 2000 1 Woche \| 1 \| B’z \| juice Koshi Inaba, Tak Matsumoto \| – \| \| 31. Juli 2000 – 6. August 2000 1 Woche \| 1 \| Glay \| MERMAID \| – \| \| 7. August 2000 – 13. August 2000 1 Woche \| 1 \| Petit Moni \| Seishun jidai 1.2.3!/Baisekō daiseikō! \| – \| \| 14. August 2000 – 20. August 2000 1 Woche \| 1 \| Yuki Koyanagi \| be alive \| – \| \| 21. August 2000 – 27. August 2000 1 Woche \| 1 \| Mr. Children \| Not Found \| – \| \| 28. August 2000 – 3. September 2000 1 Woche \| 1 \| Shingo Mama \| Shingo mama no Oha Rock \| – \| \| 4. September 2000 – 10. September 2000 1 Woche \| 1 \| Glay \| Tomadoi/SPECIAL THANKS \| – \| \| 11. September 2000 – 17. September 2000 1 Woche (insgesamt 2) \| 2 \| SMAP \| Lion Heart \| – \| \| 18. September 2000 – 24. September 2000 1 Woche \| 1 \| Morning Musume \| I WISH \| – \| \| 25. September 2000 – 1. Oktober 2000 1 Woche (insgesamt 2) \| 2 \| SMAP \| Lion Heart \| – \| \| 2. Oktober 2000 – 8. Oktober 2000 1 Woche \| 1 \| Porno Graffitti \| Soudage \| – \| \| 9. Oktober 2000 – 15. Oktober 2000 1 Woche \| 1 \| Ayumi Hamasaki \| SURREAL Ayumi Hamasaki \| – \| \| 16. Oktober 2000 – 22. Oktober 2000 1 Woche \| 1 \| B’z \| RING Koshi Inaba, Tak Matsumoto \| – \| \| 23. Oktober 2000 – 29. Oktober 2000 1 Woche \| 1 \| Masaharu Fukuyama \| HEY! \| – \| \| 30. Oktober 2000 – 5. November 2000 1 Woche \| 1 \| Yuzu \| Tobenai tori \| – \| \| 6. November 2000 – 26. November 2000 3 Wochen (insgesamt 4) \| 4 \| MISIA \| Everything \| – \| \| 27. November 2000 – 3. Dezember 2000 1 Woche \| 1 \| Glay \| Missing You \| – \| \| 4. Dezember 2000 – 10. Dezember 2000 1 Woche (insgesamt 3) \| 3 \| MISIA \| Everything \| – \| \| 11. Dezember 2000 – 17. Dezember 2000 1 Woche \| 1 \| J-Friends \| I WILL GET THERE \| – \| \| 18. Dezember 2000 – 24. Dezember 2000 1 Woche \| 1 \| Porno Graffitti \| Saboten \| – \| \| 25. Dezember 2000 – 14. Januar 2001 3 Wochen \| 3 \| Ayumi Hamasaki \| M Ayumi Hamasaki \| – \| |                                     |                                     |                                                         |                           |
| ← 1999 |                                     |                                     |                                                         | → 2001 →                  |
| Zeitraum | Wo. ges.                            | Interpret                           | Titel Autor(en)                                         | Zusätzliche Informationen |
| (Zeitraum, Wochen auf Platz eins, Interpret, Titel, Autor[en], zusätzliche Informationen) |                                     |                                     |                                                         |                           |
| 27. Dezember 1999 – 2. Januar 2000 1 Woche | 1                                   | Masaharu Fukuyama                   | HEAVEN/Squall                                           | –                         |
| 3. Januar 2000 – 16. Januar 2000 2 Wochen | 2                                   | J-Friends                           | Next 100 Years                                          | –                         |
| 17. Januar 2000 – 23. Januar 2000 1 Woche | 1                                   | Glay                                | HAPPINESS                                               | –                         |
| 24. Januar 2000 – 30. Januar 2000 1 Woche | 1                                   | Mr. Children                        | Kuchibue                                                | –                         |
| 31. Januar 2000 – 6. Februar 2000 1 Woche | 1                                   | L’Arc-en-Ciel                       | NEO UNIVERSE/finale                                     | –                         |
| 7. Februar 2000 – 20. Februar 2000 2 Wochen (insgesamt 5) | 5                                   | Southern All Stars                  | TSUNAMI                                                 | –                         |
| 21. Februar 2000 – 27. Februar 2000 1 Woche | 1                                   | B’z                                 | Kon'ya tsuki no mieru oka ni Koshi Inaba, Tak Matsumoto | –                         |
| 28. Februar 2000 – 19. März 2000 3 Wochen (insgesamt 5) | 5                                   | Southern All Stars                  | TSUNAMI                                                 | –                         |
| 20. März 2000 – 26. März 2000 1 Woche | 1                                   | KinKi Kids                          | Suki ni natte ku aishite ku/KinKi no yaruki manman Song | –                         |
| 27. März 2000 – 9. April 2000 2 Wochen | 2                                   | Mai Kuraki                          | Stay by my side Giza Studio                             | –                         |
| 10. April 2000 – 16. April 2000 1 Woche | 1                                   | Luna Sea                            | gravity                                                 | –                         |
| 17. April 2000 – 23. April 2000 1 Woche | 1                                   | Arashi                              | SUNRISE Nippon/HORIZON                                  | –                         |
| 24. April 2000 – 30. April 2000 1 Woche | 1                                   | Ami Suzuki                          | THANK YOU 4 EVERY DAY EVERY BODY                        | –                         |
| 1. Mai 2000 – 7. Mai 2000 1 Woche | 1                                   | Hikaru Utada                        | Wait & See                                              | –                         |
| 8. Mai 2000 – 28. Mai 2000 3 Wochen | 3                                   | Masaharu Fukuyama                   | Sakura zaka                                             | –                         |
| 29. Mai 2000 – 4. Juni 2000 1 Woche | 1                                   | Morning Musume                      | Happy Summer Wedding                                    | –                         |
| 5. Juni 2000 – 11. Juni 2000 1 Woche | 1                                   | B’z                                 | May Koshi Inaba, Tak Matsumoto                          | –                         |
| 12. Juni 2000 – 18. Juni 2000 1 Woche | 1                                   | Yuzu                                | Aa, seishun no hibi                                     | –                         |
| 19. Juni 2000 – 2. Juli 2000 2 Wochen | 2                                   | Ayumi Hamasaki                      | SEASONS Ayumi Hamasaki                                  | –                         |
| 3. Juli 2000 – 9. Juli 2000 1 Woche | 1                                   | KinKi Kids                          | Natsu no ōsama/Mō kimi igai aisenai                     | –                         |
| 10. Juli 2000 – 23. Juli 2000 2 Wochen | 2                                   | Hikaru Utada                        | For You/Time Limit                                      | –                         |
| 24. Juli 2000 – 30. Juli 2000 1 Woche | 1                                   | B’z                                 | juice Koshi Inaba, Tak Matsumoto                        | –                         |
| 31. Juli 2000 – 6. August 2000 1 Woche | 1                                   | Glay                                | MERMAID                                                 | –                         |
| 7. August 2000 – 13. August 2000 1 Woche | 1                                   | Petit Moni                          | Seishun jidai 1.2.3!/Baisekō daiseikō!                  | –                         |
| 14. August 2000 – 20. August 2000 1 Woche | 1                                   | Yuki Koyanagi                       | be alive                                                | –                         |
| 21. August 2000 – 27. August 2000 1 Woche | 1                                   | Mr. Children                        | Not Found                                               | –                         |
| 28. August 2000 – 3. September 2000 1 Woche | 1                                   | Shingo Mama                         | Shingo mama no Oha Rock                                 | –                         |
| 4. September 2000 – 10. September 2000 1 Woche | 1                                   | Glay                                | Tomadoi/SPECIAL THANKS                                  | –                         |
| 11. September 2000 – 17. September 2000 1 Woche (insgesamt 2) | 2                                   | SMAP                                | Lion Heart                                              | –                         |
| 18. September 2000 – 24. September 2000 1 Woche | 1                                   | Morning Musume                      | I WISH                                                  | –                         |
| 25. September 2000 – 1. Oktober 2000 1 Woche (insgesamt 2) | 2                                   | SMAP                                | Lion Heart                                              | –                         |
| 2. Oktober 2000 – 8. Oktober 2000 1 Woche | 1                                   | Porno Graffitti                     | Soudage                                                 | –                         |
| 9. Oktober 2000 – 15. Oktober 2000 1 Woche | 1                                   | Ayumi Hamasaki                      | SURREAL Ayumi Hamasaki                                  | –                         |
| 16. Oktober 2000 – 22. Oktober 2000 1 Woche | 1                                   | B’z                                 | RING Koshi Inaba, Tak Matsumoto                         | –                         |
| 23. Oktober 2000 – 29. Oktober 2000 1 Woche | 1                                   | Masaharu Fukuyama                   | HEY!                                                    | –                         |
| 30. Oktober 2000 – 5. November 2000 1 Woche | 1                                   | Yuzu                                | Tobenai tori                                            | –                         |
| 6. November 2000 – 26. November 2000 3 Wochen (insgesamt 4) | 4                                   | MISIA                               | Everything                                              | –                         |
| 27. November 2000 – 3. Dezember 2000 1 Woche | 1                                   | Glay                                | Missing You                                             | –                         |
| 4. Dezember 2000 – 10. Dezember 2000 1 Woche (insgesamt 3) | 3                                   | MISIA                               | Everything                                              | –                         |
| 11. Dezember 2000 – 17. Dezember 2000 1 Woche | 1                                   | J-Friends                           | I WILL GET THERE                                        | –                         |
| 18. Dezember 2000 – 24. Dezember 2000 1 Woche | 1                                   | Porno Graffitti                     | Saboten                                                 | –                         |
| 25. Dezember 2000 – 14. Januar 2001 3 Wochen | 3                                   | Ayumi Hamasaki                      | M Ayumi Hamasaki                                        | –                         |